# 市村羽左衛門 (8代目)
八代目 市村羽左衛門（はちだいめ いちむら うざえもん、元禄11年〈1698年〉 - 宝暦12年5月7日〈1762年6月28日〉）とは、江戸時代中期の歌舞伎役者、市村座の座元。屋号は菊屋、俳名は可江。雅号は橘中庵。

## 来歴
芝居茶屋主人菊屋善兵衛の三男として江戸に生まれる。母が五代目市村宇左衛門の姉。元禄16年（1703年）、父を後見人として5歳で四代目市村竹之丞を襲名し、市村座の座元となる。その二年後、宝永2年（1705年）正月興行の『万歳田村丸』の天童子で初舞台を踏む。その後、座元と役者を兼ね江戸の芝居に重きをなすようになる。元文2年（1737年）、将軍家の若君竹千代の名を憚って「市村宇左衛門」と改名。寛延元年（1748年）さらに名を「羽左衛門」と改める。以後市村座の座元は「羽左衛門」を代々名乗る。宝暦11年8月以降、舞台には出なくなり翌年死去。享年65、墓所は東京都江戸川区の大雲寺。ほかに江東区の自性院にも供養塔がある。
座元を60年間勤める傍ら、舞台でも若衆、女形、実事、敵役など幅広い役柄をこなした。子に九代目市村羽左衛門、三代目坂東彦三郎がいる。なお八代目羽左衛門ゆかりの名所として、「曽我御霊社奉寄進石宝殿」があり、これは春の江戸の芝居に必ず取り上げられた「曽我物」の人物曽我兄弟を供養するため、八代目が駒込富士神社（東京都文京区本駒込五丁目）に寄進したものである。